# Баварський діалект

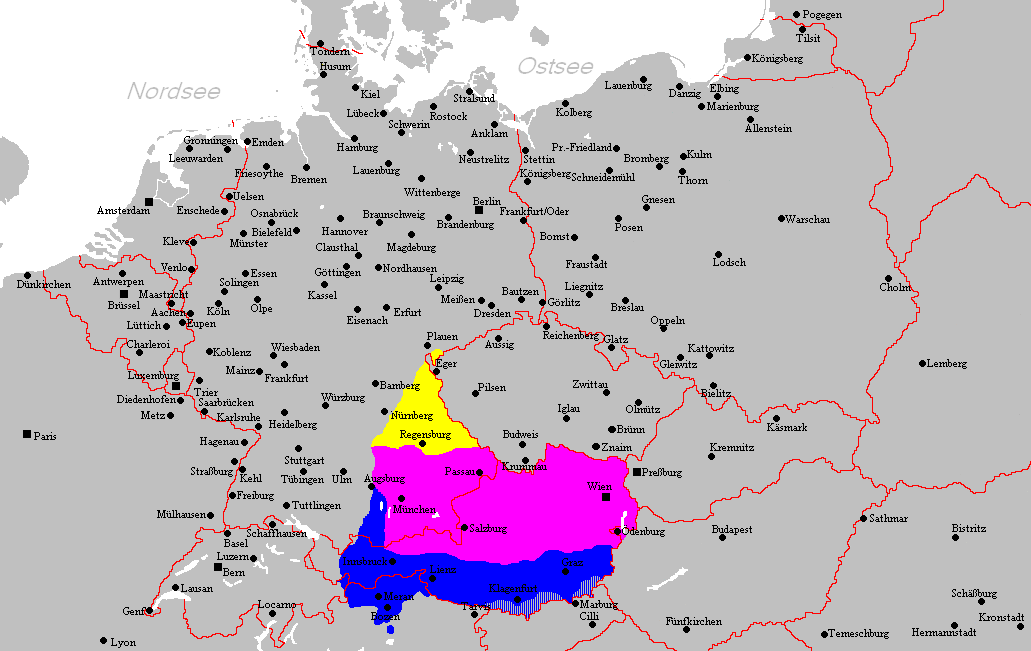
Поширення баварського діалекту

Бава́рський діалект німецької мови або ба́йріш (нім. Bairisch, бавар. Boarisch, старонімецькою Bairisch) — один з найвіддаленіших від літературної німецької мови діалектів.
Веде своє походження від мови, якою говорили члени баварського племені, що його Карл Великий відтиснув до Дунаю. Всього в Баварії більш як 60 різних діалектів, але офіційною мовою є німецька.
Усі баварські діалекти поділяються на три великі мовні групи, а саме:
- власне баварський діалект, що ним говорять мешканці Верхньої і Нижньої Баварії та Верхнього Пфальцу.
- швабський діалект, що належить до швабсько-алеманської мовної групи — ним говорять баварські шваби (округ Швабія на кордоні Баварії та землі Баден-Вюртемберг).
- східнофранкський діалект — Верхня, Нижня та Середня Франконія.

Власне баварський діалект відомий також як австро-баварський діалект (в основному, в Австрії, але терміном також користуються в англомовних країнах), хоча багато дослідників вважають, що це два різні діалекти (див. нижче відмінності у вимові).
Окрім названих вище округ Баварії, ним говорять в Австрії та Італії (Південний Тіроль), а також у декількох округах Швейцарії та навіть в Угорщині (Шопрон).
Перший дослідник, що зацікавився баварськими діалектами, був Й. А. Шмеллер (1785—1852), що в XIX столітті уклав чотиритомний баварський словник.
Баварський діалект відрізняється м'якістю вимови і є антиподом різко звучного берлінського діалекту, а саму Баварію завжди сприймано як антипода Пруссії. У наш час значення діалекту поступово меншає, тому що навчання в австрійських і баварських школах ведено стандартною німецькою мовою.

## Приклади
| Австрійський | S 'Boarische is a Grubbm vô Dialektn im Sü (i) dn vôm daitschn Språchraum.       |
| Баварський   | S 'Boarische is a Grubbm vo Dialekt im Sidn vom daitschn Språchraum.             |
| Німецька     | Das Bairische ist eine Gruppe von Dialekten im Süden des deutschen Sprachraumes. |
| Українська   | Баварська мова є групою діалектів, поширених на півдні німецькомовної спільноти. |

| Австрійський | Serwas / Hawedèrè / Griaß Di, i bî da Pèda und kumm / kimm vô Minga.       |
| Баварський   | Serwus / Habèderè / Griaß Di, i bin / bî da Pèda und kumm / kimm vo Minga. |
| Німецька     | Hallo, ich bin Peter und ich komme aus München.                            |
| Українська   | Вітаю, я Петер і я з Мюнхена.                                              |

| Австрійський | D'Lisa / 's-Liasl håd se an Hàxn brochn / brocha. |
| Баварський   | As Liasal håd se an Hàxn / Hàx brocha.            |
| Німецька     | Lisa hat sich das Bein gebrochen.                 |
| Українська   | Ліза зламала ногу.                                |

| Австрійський | I hå / håb / hã / hò a Göid / Gòid gfundn.      |
| Баварський   | I hå / håb a Gèid / Gòid / Göld gfundn / gfuna. |
| Німецька     | Ich habe Geld gefunden.                         |
| Українська   | Я знайшов гроші.                                |